# Lutzia bigoti
Lutzia bigoti är en tvåvingeart som beskrevs av Luigi Bellardi 1862. Lutzia bigoti ingår i släktet Lutzia och familjen stickmyggor. Inga underarter finns listade i Catalogue of Life.